# Taishan (sockenhuvudort i Kina, Jiangxi Sheng, lat 27,44, long 114,27)
Taishan är en sockenhuvudort i Kina. Den ligger i provinsen Jiangxi, i den sydöstra delen av landet, omkring 210 kilometer sydväst om provinshuvudstaden Nanchang. Antalet invånare är 11 447. Befolkningen består av 5 515 kvinnor och 5 932 män. Barn under 15 år utgör 17,0 %, vuxna 15-64 år 74 %, och äldre över 65 år 8,0 %.
Runt Taishan är det ganska tätbefolkat, med 139 invånare per kvadratkilometer. Närmaste större samhälle är Yantian, 13,4 km sydost om Taishan. I omgivningarna runt Taishan växer i huvudsak blandskog.
Genomsnittlig årsnederbörd är 2 072 millimeter. Den regnigaste månaden är maj, med i genomsnitt 322 mm nederbörd, och den torraste är oktober, med 28 mm nederbörd.